# كنيسة القديسة بنويت (إسطنبول)
كنيسة القديسة بنويت (بالفرنسيَّة: Saint Benoît؛ بالتركيَّة: Saint Benoit Latin Katolik Kilisesi؛ بالإيطاليَّة: Santa Maria della Cisterna) هي كنيسة رومانيَّة كاثوليكيَّة تقع في منطقة بايوغلو، في مدينة إسطنبول، تركيا، وتعد واحدة من الكنائس المهمة في المدينة وذلك لأسباب تاريخيَّة مختلفة. بنيت الكنيسة عام 1427، وهي أقدم كنيسة كاثوليكية في إسطنبول لا تزال قيد الاستخدام. إلى جانب الكنيسة تقع مدرسة القديسة بنويت الكاثوليكية وهي واحدة من مدارس إسطنبول المرموقة.
رعايا الكنيسة أساسًا هم من الشوام اللاتين وهم كاثوليك من خلفية إيطالية وفرنسية، يعود وجودهم إلى تجار الجمهوريات البحرية جنوة والبندقية الإيطاليين والممالك الصليبية بالإضافة إلى الفرنسيين الذين يعود وجودهم خلال إلى الحملة الصليبية الرابعة والإمبراطورية اللاتينية، ولا يزال يعيش أغلبهم في إسطنبول. تاريخيًا كان الشوام من أشد المؤيدين للبابوية الكاثوليكية، إضافة هناك كاثوليك أتراك عرقيًا وهم من معتنقي المسيحية (منهم متزوجين للشوام).

## تاريخ

### الحقبة البيزنطية
في 12 مايو من عام 1427، أسس الراهب البندكتي نيكولا مينيه، جنبًا إلى جنب مع الرهبان من جمهورية جنوة ديرًا في القسطنطينية، وذلك على المنحدر الجنوبي الشرقي من تل غلطة. وكان الجنويين القاطنين في المدينة قد قاموا بأعمال توسيعية لبرج غلطة، وبالتالي شيد الدير داخل الأسوار الجديدة. وكرِّست الكنيسة للقديس بندكت النيرسي ومريم العذراء، ووضع أساس الكنيسة على أنقاض كنيسة قديمة بيزنطية. في 13 مايو من عام 1449 انضم إلى الرهبان البندكتيين رهبان من تجمع القديس جوستين من بادوفا. في عام 1450، سكن الدير حوالي ستة عشر راهب. وفي عام 1453 وقبل وقت قصير من الفتح العثماني للقسطنطينية، أرسل الرهبان الآثار والحلي الدينية لكنيستهم إلى جزيرة خيوس من ثم إلى مدينة جنوى، وذلك لإنقاذها من الهجوم العثماني الوشيك.

### الحقبة العثمانية

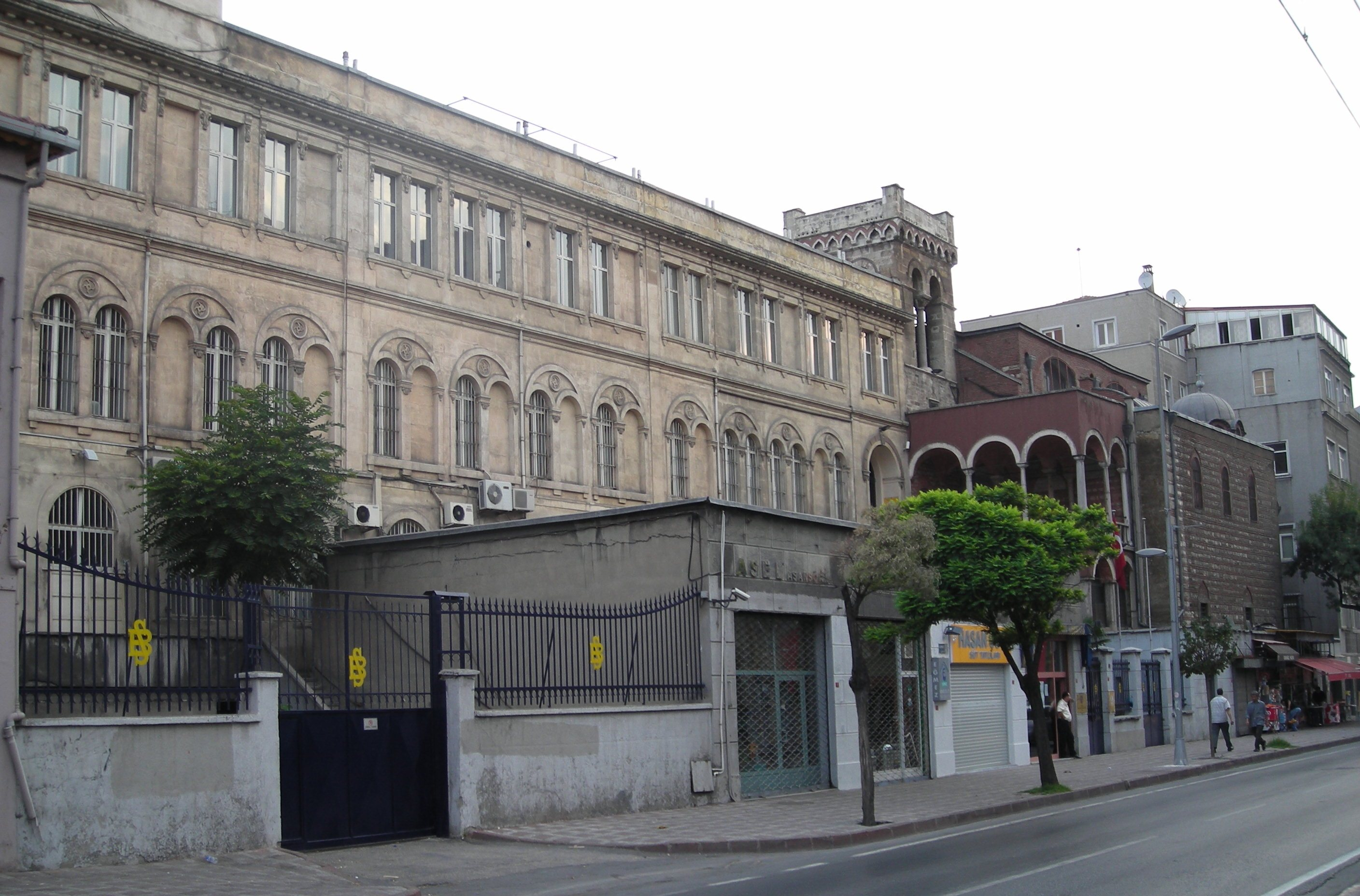
مدرسة القديسة بنويت الكاثوليكية؛ وهي من مدارس إسطنبول المرموقة.

بعد عام 1478 أغلق المجمع الديني مرارً بسبب صراعات بين الرهبان، وكانت الكنيسة حتى عهد السلطان سليمان القانوني مهددة للتحول إلى مسجد ليخدم الموريسكيون الذين طردوا في تلك السنوات من إسبانيا، والذين تم إعادة توطينهم في غلطة. لكن بفضل وساطة من الملك فرانسوا الأول ملك فرنسا، تمَّكن الرهبان البقاء في المجمع الديني، وأصبحت الكنيسة تحت ملكية السفير الفرنسي في مقر الباب العالي. في 18 نوفمبر من عام 1583، تولى اليسوعيون رئاسة الكنيسة بعد حصولهن على اذن من البابا غريغوري الثالث عشر بناءًا على طلب من إدارة جنوة في غلطة، وقام الرهبان بتأسيس مدرسة في حرم الدير. وعلى مدار التاريخ تعرض الدير لحريق عدة مرات.
في عام 1773 تعرض رهبان اليسوعيين في المدينة لقمع تزامنًا مع حظر البابا كلمنت الرابع عشر للرهبنة وحلّها بضغط من الملوك والسلطات المدنيّة الكاثوليكية، وحل محلهم في عام 1783 الرهبان اللعازريين. وفي نهاية القرن الثامن عشر بنيت كنيسة كُرست للقديسة حنة. وبعد مشاكل تعرضت لها رهبنة اللعازريين أثناء الثورة الفرنسية، عاد الرهبان للعمل في الكنيسة في عام 1804، وتحولت المدرسة التابعة للكنيسة إلى «ليسيه القديس بنويت دي إسطنبول» (بالتركيَّة:Özel Saint-Benoît Fransız Lisesi) والتي تعتبر حتى اليوم واحدة من المدارس الخاصة المرموقة في إسطنبول.
في عام 1839 قدمت راهبات من رهبنة بنات فنسنت دي بول من فرنسا وقمن بتأسسيس شطر للطالبات في المدرسة. وفي عام 1867 تم توسيع المجمع مع تشييد مجمع «ميزون دو لا بروفيدانس»، والذي ضم، من بين أمور أخرى، دار للأيتام، ومستشفى ومدرسة دينية. تاريخيًا لعبت الكنيسة دور تاريخي هام كمركز ديني وثقافي للرعايا الكاثوليك المقيمين في ربع الفرنجة في إسطنبول، وتردد على الكنيسة العديد من النخب والأسر الهامة من مجتمع الشوام اللاتين، وضمت الكنيسة رفات العديد من الشخصيات النخبويَّة والأرستقراطيَّة من المجتمع الكاثوليكي في إسطنبول.

## مواقع خارجية
- "Church of St Benedict". on katolik kilisesi. مؤرشف من الأصل في 2018-05-25. {{استشهاد ويب}}: روابط خارجية في |موقع= (مساعدة)